# Lucy Dawidowicz
Lucy Schildkret Dawidowicz (16 de junho de 1915, Nova York—5 de dezembro de 1990), foi uma historiadora estadunidense e autora de livros sobre história judaica moderna, particularmente sobre o Holocausto.

## Obras
- (com Leon J. Goldstein) Politics In A Pluralist Democracy; studies of voting in the 1960 election; prefácio de Richard M. Scammon. Nova York: Institute of Human Relations Press, 1963.
- (editor) The Golden Tradition: Jewish Life And Thought In Eastern Europe. Boston, MA: Beacon Press, 1967.
- The War Against The Jews, 1933-1945. Nova York: Holt, Rinehart and Winston, 1975. ISBN 0-03-013661-X
- A Holocaust Reader. Nova York: Behrman House, 1976. ISBN 0-87441-219-6.
- The Jewish Presence: Essays On Identity And History. Nova York: Holt, Rinehart and Winston, 1977. ISBN 0-03-016676-4.
- Spiritual Resistance: Art From Concentration Camps, 1940-1945 : a selection of drawings and paintings from the collection of Kibbutz Lohamei Haghetaot, Israel (com ensaios de Miriam Novitch, Lucy Dawidowicz, Tom L. Freudenheim). Philadelphia: The Jewish Publication Society of America, 1981. ISBN 0-8074-0157-9.
- Dawidowicz, Lucy S. (1981). The Holocaust and the Historians. Cambridge, Mass.: Harvard University Press. ISBN 0-674-40566-8
- On Equal Terms: Jews in America, 1881-1981. Nova York: Holt, Rinehart and Winston, 1982. ISBN 0-03-061658-1.
- From That Place And Time: A Memoir, 1938-1947. Nova York: W.W. Norton, 1989. ISBN 0-393-02674-4.
- What Is The Use Of Jewish history? : Essays, editado e prefaciado por Neal Kozodoy. Nova York: Schocken Books, 1992. ISBN 0-8052-4116-7.